# Koppang
Koppang är enda tätorten i Stor-Elvdals kommun i Innlandet fylke i östra Norge. Orten utgör kommunens centralort och ligger vid Rörosbanan och fylkesväg 30, på östra sidan av älven Glomma, med riksväg 3 på andra sidan.